# Saint-Grégoire, Ille-et-Vilaine
Saint-Grégoire là một xã trong tỉnh Ille-et-Vilaine, thuộc vùng hành chính Bretagne của nước Pháp, có dân số là 7.644 người (thời điểm 1999). Xã nằm khoảng 6 km phía tây-bắc của thành phố Rennes.

## Các thành phố kết nghĩa
- Uttenreuth, Đức

## Dân số
Người dân ở Saint-Grégoire được gọi là Grégoriens.
| Năm | 1962 | 1968 | 1975 | 1982 | 1990 | 1999 |
| --- | ---- | ---- | ---- | ---- | ---- | ---- |
| Dân số | 1462 | 2086 | 2461 | 3856 | 5816 | 7977 |
| From the year 1962 on: No double counting—residents of multiple communes (e.g. students and military personnel) are counted only once. |      |      |      |      |      |      |